# كيم مايرز
كيم مايرز (بالإنجليزية: Kim Myers)‏ هي ممثلة أمريكية، ولدت في 15 فبراير 1966 بلوس أنجلوس في الولايات المتحدة. بدأت مشوارها المهني سنة 1985.

## أعمال

### مسلسلات
- جاغ

## وصلات خارجية
- كيم مايرز على موقع IMDb (الإنجليزية)
- كيم مايرز على موقع ألو سيني (الفرنسية)
- كيم مايرز على موقع أول موفي (الإنجليزية)
- كيم مايرز على موقع قاعدة بيانات الأفلام السويدية (السويدية)
- كيم مايرز على موقع قاعدة بيانات الفيلم (الإنجليزية)
- كيم مايرز على موقع كينوبويسك (الروسية)